# بيل كاردوسو
بيل كاردوسو (بالإنجليزية: Bill Cardoso)‏ هو كاتب وصحفي أمريكي، ولد في 24 سبتمبر 1937 في كامبريدج في الولايات المتحدة، وتوفي في 26 فبراير 2006 في كيلسيفيل في الولايات المتحدة.